# Carlos Morales (meksykański piłkarz)
Carlos Adrián Morales Higuera (ur. 6 września 1979 w La Piedad) – meksykański piłkarz występujący na pozycji lewego obrońcy lub lewego pomocnika, trener piłkarski.
Jego brat Ramón Morales również był piłkarzem.

## Kariera klubowa
Morales pochodzi z miasta La Piedad w stanie Michoacán i jest wychowankiem tamtejszego drugoligowego klubu CF La Piedad. Występował w nim przez rok jako nastolatek i bez większych sukcesów, po czym przeniósł się do pierwszoligowego zespołu Monarcas Morelia. W meksykańskiej Primera División zadebiutował za kadencji szkoleniowca Tomása Boya, 13 września 1998 w przegranym 3:4 spotkaniu z Guadalajarą. Początkowo pełnił rolę rezerwowego, lecz już kilkanaście miesięcy później został jednym z ważniejszych graczy drużyny i premierowego gola w najwyższej klasie rozgrywkowej strzelił 3 września 1999 w wygranej 2:1 konfrontacji z Monterrey. W jesiennym sezonie Invierno 2000 wywalczył z prowadzoną przez Luisa Fernando Tenę ekipą Morelii pierwszy i jedyny w historii klubu tytuł mistrza Meksyku, lecz mimo regularnych występów pełnił wówczas przeważnie rolę rezerwowego. W lipcu 2001 został wypożyczony na pół roku do klubu CF Pachuca, z którym w sezonie Invierno 2001 zdobył swoje drugie mistrzostwo Meksyku, będąc jednak wyłącznie alternatywnym graczem w taktyce trenera Alfredo Teny.
W styczniu 2002, po powrocie do Morelii, Morales wywalczył sobie niepodważalne miejsce w linii pomocy swojego zespołu, będąc kluczowym zawodnikiem drużyny odnoszącej sukcesy na arenie krajowej jak i międzynarodowej. W jesiennym sezonie Apertura 2002 zanotował tytuł wicemistrza kraju, a w tym samym roku dotarł także do finału najbardziej prestiżowych rozgrywek północnoamerykańskiego kontynentu – Pucharu Mistrzów CONCACAF. Obydwa te sukcesy powtórzył również kilka miesięcy później – podczas wiosennych rozgrywek Clausura 2003 ponownie wywalczył wicemistrzostwo kraju, wówczas także drugi raz z rzędu dochodząc do finału północnoamerykańskiej Ligi Mistrzów. W lipcu 2004, po blisko sześciu latach spędzonych w Morelii, przeszedł do klubu Tigres UANL z siedzibą w Monterrey, gdzie jako podstawowy zawodnik w 2005 roku triumfował w rozgrywkach kwalifikacyjnych do Copa Libertadores – InterLidze. Osiągnięcie to zanotował również po raz kolejny w 2006 roku, ponownie wygrywając rozgrywki InterLigi, a ogółem w barwach Tigres występował przez dwa lata.
Latem 2006 Morales został zawodnikiem zespołu Deportivo Toluca, gdzie od razu został podstawowym pomocnikiem drużyny i już w premierowym, jesiennym sezonie Apertura 2006 wywalczył z nią swoje trzecie wicemistrzostwo kraju. Po upływie kilkunastu miesięcy stopniowo zaczął jednak tracić miejsce w wyjściowym składzie, po czym definitywnie został relegowany do pozycji rezerwowego. W sezonie Apertura 2008 zdobył z ekipą prowadzoną przez José Manuela de la Torre trzeci w swojej karierze tytuł mistrza Meksyku, jednak bezpośrednio po tym, nie mogąc wygrać w Toluce rywalizacji o pozycję na bocznej stronie pomocy, udał się na wypożyczenie do niżej notowanego klubu Estudiantes Tecos z miasta Guadalajara. W jego barwach występował przez rok, będąc podstawowym graczem i jednym z najjaśniejszych punktów ekipy, jednak nie odniósł większych sukcesów zarówno na arenie krajowej, jak i międzynarodowej.
W styczniu 2010 Morales został ściągnięty przez Rubéna Omara Romano – swojego byłego szkoleniowca z Morelii – do prowadzonej przez niego drużyny Santos Laguna z siedzibą w Torreón. Tam, mając niepodważalną pozycję w wyjściowym składzie, w wiosennym sezonie Bicentenario 2010 osiągnął tytuł wicemistrza kraju i sukces ten zanotował również pół roku później, podczas rozgrywek Apertura 2010. W sezonie Apertura 2011 już po raz szósty w swojej karierze wywalczył tytuł wicemistrzowski, jednak bezpośrednio po tym osiągnięciu został relegowany do roli rezerwowego, przegrywając rywalizację o miejsce na lewej pomocy z Christianem Suárezem. W wiosennym sezonie Clausura 2012 wywalczył z zespołem prowadzonym przez Benjamína Galindo swoje czwarte mistrzostwo Meksyku, a w tym samym roku po raz trzeci dotarł także do finału Ligi Mistrzów CONCACAF, jednak pełnił już wówczas rolę alternatywnego zawodnika. Ogółem w barwach Santosu Laguna spędził dwa i pół roku.
Latem 2012 Morales po ośmiu latach powrócił do swojego byłego klubu Monarcas Morelia, w którego barwach mimo zaawansowanego wieku od razu został liderem drużyny i niebawem został na stałe cofnięty z pozycji lewego pomocnika na lewą obronę. W jesiennym sezonie Apertura 2013 zdobył ze swoją ekipą puchar Meksyku – Copa MX, zaś w 2014 roku wywalczył krajowy superpuchar – Supercopa MX. Bezpośrednio po tym sukcesie, wskutek odejścia z drużyny Aldo Leão Ramíreza, decyzją trenera Ángela Comizzo został mianowany nowym kapitanem drużyny, lecz opaskę stracił kilkanaście miesięcy później na rzecz Cristiana Pellerano. W 2015 roku zajął z Morelią drugie miejsce w superpucharze.

## Kariera reprezentacyjna
W 1999 roku Morales został powołany przez szkoleniowca Jesúsa del Muro do reprezentacji Meksyku U-20 na Młodzieżowe Mistrzostwa Świata w Nigerii. Tam pełnił rolę podstawowego zawodnika swojej drużyny, rozgrywając wszystkie możliwe pięć spotkań, z czego cztery w wyjściowym składzie, jednak ani razu nie wpisał się na listę strzelców. Meksykanie, mający wówczas w składzie przyszłych wielokrotnych reprezentantów kraju, jak Rafael Márquez, Gerardo Torrado czy Juan Pablo Rodríguez, z bilansem dwóch zwycięstw i remisu zajęli pierwsze miejsce w grupie, następnie rozgromili w 1/8 finału faworyzowaną Argentynę (4:1), po czym odpadli z młodzieżowego mundialu po ćwierćfinałowej porażce z późniejszym finalistą – Japonią (0:2).
W seniorskiej reprezentacji Meksyku Morales zadebiutował za kadencji selekcjonera Manuela Lapuente, 13 października 1999 w przegranym 0:1 meczu towarzyskim z Paragwajem. Dwa lata później znalazł się w ogłoszonym przez Javiera Aguirre składzie na turniej Copa América – na kolumbijskich boiskach był jednak głębokim rezerwowym swojej kadry i nie zanotował żadnego występu, zaś meksykańska drużyna dotarła wówczas do finału, przegrywając w nim z Kolumbią (0:1). Przez kolejne kilka lat występował wyłącznie w sparingach, po czym w 2005 roku został powołany przez Ricardo La Volpe do krajowego składu na Złoty Puchar CONCACAF. Tam również pełnił głównie rolę rezerwowego i rozegrał tylko jeden z czterech możliwych meczów, natomiast Meksykanie odpadli wówczas z turnieju w ćwierćfinale. W późniejszym czasie wziął udział w udanych ostatecznie dla jego kadry eliminacjach do Mistrzostw Świata 2006, podczas których trzykrotnie pojawiał się na boiskach. Były to zarazem jego ostatnie mecze w zespole narodowym – swój bilans reprezentacyjny zamknął na ośmiu występach bez zdobytej bramki.

## Statystyki kariery

### Klubowe
| La Piedad     | 1997–1998 | Meksyk | Ascenso MX | 0≤   | 0≤  | — | — | —       | — | — | 0≤ | 0≤ |
| Morelia       | 1998–1999 | Meksyk | Liga MX    | 18   | 0   | — | — | —       | — | — | 0  | 0  |
| Morelia       | 1999–2000 | Meksyk | Liga MX    | 32   | 2   | — | — | —       | — | — | 0  | 0  |
| Morelia       | 2000–2001 | Meksyk | Liga MX    | 30   | 6   | — | — | —       | — | — | 0  | 0  |
| Pachuca       | 2001–2002 | Meksyk | Liga MX    | 8    | 0   | — | — | —       | — | — | 0  | 0  |
| Morelia       | 2001–2002 | Meksyk | Liga MX    | 16   | 4   | — | — | CL      | 9 | 1 | 0  | 0  |
| Morelia       | 2002–2003 | Meksyk | Liga MX    | 49   | 5   | — | — | —       | — | — | 0  | 0  |
| Morelia       | 2003–2004 | Meksyk | Liga MX    | 33   | 7   | 0 | 0 | —       | — | — | 0  | 0  |
| UANL          | 2004–2005 | Meksyk | Liga MX    | 30   | 2   | 0 | 0 | CL      | 8 | 1 | 0  | 0  |
| UANL          | 2005–2006 | Meksyk | Liga MX    | 31   | 2   | 0 | 0 | CL      | 6 | 1 | 0  | 0  |
| Toluca        | 2006–2007 | Meksyk | Liga MX    | 33   | 4   | — | — | CS + CL | 9 | 3 | 0  | 0  |
| Toluca        | 2007–2008 | Meksyk | Liga MX    | 26   | 3   | 0 | 0 | —       | — | — | 0  | 0  |
| Toluca        | 2008–2009 | Meksyk | Liga MX    | 13   | 0   | 3 | 0 | —       | — | — | 0  | 0  |
| UAG           | 2008–2009 | Meksyk | Liga MX    | 17   | 4   | — | — | —       | — | — | 0  | 0  |
| UAG           | 2009–2010 | Meksyk | Liga MX    | 17   | 3   | 1 | 0 | —       | — | — | 0  | 0  |
| Santos Laguna | 2009–2010 | Meksyk | Liga MX    | 19   | 1   | — | — | —       | — | — | 0  | 0  |
| Santos Laguna | 2010–2011 | Meksyk | Liga MX    | 36   | 2   | — | — | LMC     | 6 | 0 | 0  | 0  |
| Santos Laguna | 2011–2012 | Meksyk | Liga MX    | 31   | 2   | — | — | LMC     | 8 | 0 | 0  | 0  |
| Morelia       | 2012–2013 | Meksyk | Liga MX    | 32   | 2   | 6 | 0 | —       | — | — | 0  | 0  |
| Morelia       | 2013–2014 | Meksyk | Liga MX    | 29   | 5   | 7 | 3 | CL      | 2 | 0 | 0  | 0  |
| Morelia       | 2014–2015 | Meksyk | Liga MX    | 32   | 3   | 1 | 0 | CL      | 1 | 0 | 0  | 0  |
| Morelia       | 2015–2016 | Meksyk | Liga MX    | 29   | 3   | 5 | 0 | —       | — | — | 0  | 0  |
| Morelia       | 2016–2017 | Meksyk | Liga MX    | 0    | 0   | 0 | 0 | —       | — | — | 0  | 0  |
| Ogółem        | Ogółem    | Ogółem | Ogółem     | 561≤ | 60≤ | 0 | 0 |         | 0 | 0 | 0  | 0  |

Legenda:
- CL – Copa Libertadores
- SL – SuperLiga
- LMC – Liga Mistrzów CONCACAF

### Reprezentacyjne
| Meksyk | Meksyk | 1999   | 1 | 0 | — | — | —  | — | — | 1 | 0 |
| Meksyk | Meksyk | 2000   | — | — | — | — | —  | — | — | 0 | 0 |
| Meksyk | Meksyk | 2001   | — | — | — | — | —  | — | — | 0 | 0 |
| Meksyk | Meksyk | 2002   | — | — | — | — | —  | — | — | 0 | 0 |
| Meksyk | Meksyk | 2003   | 3 | 0 | — | — | —  | — | — | 3 | 0 |
| Meksyk | Meksyk | 2004   | — | — | — | — | —  | — | — | 0 | 0 |
| Meksyk | Meksyk | 2005   | — | — | 3 | 0 | ZP | 1 | 0 | 4 | 0 |
| Ogółem | Ogółem | Ogółem | 4 | 0 | 3 | 0 | ZP | 1 | 0 | 8 | 0 |

Legenda:
- ZP – Złoty Puchar CONCACAF